# استوارت برج
استوارت برج (انگلیسی: Stuart Burge؛ ۱۵ ژانویه ۱۹۱۸ – ۲۴ ژانویه ۲۰۰۲) کارگردان اهل انگلستان بود.

## فیلم‌شناسی
- ۱۹۵۹: Back to Back (تلویزیون)
- ۱۹۵۹: ژولیوس سزار (تلویزیون)
- ۱۹۵۹: مرد سوم (تلویزیون)
- ۱۹۵۹: The Waltz of the Toreadors
- ۱۹۵۹: Crime of Passion (تلویزیون)
- ۱۹۶۰: There Was a Crooked Man
- ۱۹۶۲: The Ghost Sonata (تلویزیون)
- ۱۹۶۳: دایی وانیا
- ۱۹۶۴: Danger Man (تلویزیون)
- ۱۹۶۵: اتلو
- ۱۹۶۶: Nelson: A Study in Miniature (تلویزیون)
- ۱۹۶۷: The Mikado
- ۱۹۶۷: Play with a Tiger (تلویزیون)
- ۱۹۷۰: Married Alive (تلویزیون)
- ۱۹۷۰: ژولیوس سزار
- ۱۹۷۴: Fall of Eagles (تلویزیون)
- ۱۹۷۵: Under Western Eyes (تلویزیون)
- ۱۹۷۶: Bill Brand (تلویزیون)
- ۱۹۷۸: Rumpole of the Bailey (تلویزیون)
- ۱۹۸۱: Sons and Lovers (تلویزیون)
- ۱۹۸۲: Play for Tomorrow (تلویزیون)
- ۱۹۸۳: فهرست قسمت‌های ۴۴۰۰ (تلویزیون)
- ۱۹۸۳: The Old Men at the Zoo (تلویزیون)
- ۱۹۸۴: هیاهوی بسیار برای هیچ (تلویزیون)
- ۱۹۸۶: اهمیت ارنست بودن (تلویزیون)
- ۱۹۸۶: Naming the Names (تلویزیون)
- ۱۹۸۶: Breaking Up (تلویزیون)
- ۱۹۸۸: Dinner at Noon (تلویزیون)
- ۱۹۸۸: The Rainbow (تلویزیون)
- ۱۹۸۹: Chinese Whispers (تلویزیون)
- ۱۹۹۱: خانه برناردا آلبا (تلویزیون)
- ۱۹۹۲: After The Dance (تلویزیون)
- ۱۹۹۳: The Wexford Trilogy by Billy Roche: A Handful of Stars, Poor Beast in the Rain and Belfry (تلویزیون بی‌بی‌سی)
- ۱۹۹۴: Seaforth (تلویزیون)